# Kakinada
Kakinada ([ka.kiˈna.ð̞a]ⓘ en télugu: కాకినాడ) es una ciudad de la India, centro administrativo del distrito de Godavari este, estado de Andhra Pradesh.

## Geografía
Se encuentra a una altitud de 3 m s. n. m. a 484 km de la capital estatal, Hyderabad, en la zona horaria UTC+05:30.

### Clima
| Parámetros climáticos promedio de Kakinada | Parámetros climáticos promedio de Kakinada | Parámetros climáticos promedio de Kakinada | Parámetros climáticos promedio de Kakinada | Parámetros climáticos promedio de Kakinada | Parámetros climáticos promedio de Kakinada | Parámetros climáticos promedio de Kakinada | Parámetros climáticos promedio de Kakinada | Parámetros climáticos promedio de Kakinada | Parámetros climáticos promedio de Kakinada | Parámetros climáticos promedio de Kakinada | Parámetros climáticos promedio de Kakinada | Parámetros climáticos promedio de Kakinada | Parámetros climáticos promedio de Kakinada |
| Mes                                        | Ene.                                       | Feb.                                       | Mar.                                       | Abr.                                       | May.                                       | Jun.                                       | Jul.                                       | Ago.                                       | Sep.                                       | Oct.                                       | Nov.                                       | Dic.                                       | Anual                                      |
| ------------------------------------------ | ------------------------------------------ | ------------------------------------------ | ------------------------------------------ | ------------------------------------------ | ------------------------------------------ | ------------------------------------------ | ------------------------------------------ | ------------------------------------------ | ------------------------------------------ | ------------------------------------------ | ------------------------------------------ | ------------------------------------------ | ------------------------------------------ |
| Temp. máx. abs. (°C)                       | 38.8                                       | 37.3                                       | 40.0                                       | 42.4                                       | 46.7                                       | 47.4                                       | 41.7                                       | 38.4                                       | 37.9                                       | 38.6                                       | 35.9                                       | 39.6                                       | 47.4                                       |
| Temp. máx. media (°C)                      | 29.6                                       | 31.5                                       | 34.2                                       | 36.3                                       | 37.9                                       | 36.0                                       | 33.0                                       | 32.6                                       | 32.9                                       | 32.4                                       | 30.7                                       | 29.5                                       | 33.1                                       |
| Temp. media (°C)                           | 24.9                                       | 26.5                                       | 29.0                                       | 31.2                                       | 32.8                                       | 31.6                                       | 29.6                                       | 29.3                                       | 29.3                                       | 28.6                                       | 26.5                                       | 24.8                                       | 28.7                                       |
| Temp. mín. media (°C)                      | 20.2                                       | 21.5                                       | 23.8                                       | 26.1                                       | 27.8                                       | 27.2                                       | 26.1                                       | 25.9                                       | 25.8                                       | 24.8                                       | 22.3                                       | 20.2                                       | 24.3                                       |
| Temp. mín. abs. (°C)                       | 13.3                                       | 16.4                                       | 14.0                                       | 13.3                                       | 20.1                                       | 22.0                                       | 20.1                                       | 17.1                                       | 20.1                                       | 17.3                                       | 11.5                                       | 16.0                                       | 11.5                                       |
| Fuente: काकीनाडा का मौसम                         |                                            |                                            |                                            |                                            |                                            |                                            |                                            |                                            |                                            |                                            |                                            |                                            |                                            |

## Demografía
| Gráfica de evolución de Kakinada entre 1871 y 2011 |
|                                                    |

Según estimación 2010 contaba con una población de 305 440 habitantes.